# 元长春
元长春（？—？），河南郡洛阳县（今河南省洛阳市东）人，追尊魏景穆帝拓跋晃玄孙，持节、兼武卫将军、关右慰劳十二州大使元绪之子，元魏宗室。

## 生平
元长春原任员外散骑侍郎，东魏武定元年六月戊寅（543年8月5日），元长春被封南郡王，食邑五百户，北齐接受禅让后，爵位依例降低。天保十年（559年），齐文宣帝高洋屠杀元魏宗室，只有元蛮、元长春、元景安三家免于诛杀，元长春和元景安是因为力气大善于射箭而免于诛杀。

## 家庭

### 高祖
- 拓跋晃，追尊魏景穆帝

### 曾祖
- 元休，北魏太傅、大司马、安定靖王

### 祖父
- 元愿平，北魏员外常侍

### 父亲
- 元绪，北魏持节、兼武卫将军、关右慰劳十二州大使